# Verwaltungsgemeinschaft Westliche Saaleaue
In der Verwaltungsgemeinschaft Westliche Saaleaue waren im sachsen-anhaltischen Saalkreis die Gemeinden Angersdorf, Hohenweiden, Holleben und Zscherben zusammengeschlossen. Am 1. August 2004 wurde die Gemeinde Hohenweiden nach Schkopau eingemeindet und wechselte somit zum Landkreis Merseburg-Querfurt Am 1. Januar 2005 wurde sie aufgelöst, indem die Gemeinde Angersdorf in die Verwaltungsgemeinschaft Würde/Salza wechselte und die Gemeinden Holleben und Zscherben nach Teutschenthal eingemeindet wurden.